# Obaga del Coscó
L'Obaga del Coscó és una obaga del terme municipal de Castell de Mur, dins de l'antic terme de Mur, al Pallars Jussà. Es troba en territori de l'antic poble del Meüll.
Està situada a prop de l'extrem occidental del terme, a la dreta del barranc del Coscó, al sud-oest de la partida de lo Coscó i al nord-oest de la Casa del Coscó. Per aquesta obaga discorre el Camí del Mas de Falset.